# 49 Pales
49 Pales eller 1947 FG är en asteroid upptäckt 19 september 1857 av den tyske astronomen H. Goldschmidt i Paris. Asteroien har fått sitt namn efter Pales, en herdegudinna inom romersk mytologi.

## Måne?
Studier av ljuskurvor kan antyda att asteroiden har en måne.